# Internazionali di Tennis del Friuli Venezia Giulia 2025
Gli Internazionali di Tennis del Friuli Venezia Giulia 2025 sono stati un torneo di tennis professionistico maschile e femminile. È stata la 22ª edizione per gli uomini, facente parte della categoria Challenger 75 dell'ATP Challenger Tour 2024, con un montepremi di 91 000 €. È stata la 10ª edizione del torneo per le donne, facente parte della categoria W75 nell'ambito dell'ITF Women's World Tennis Tour 2025, con un montepremi di 60 000 $. Il torneo maschile si è disputato dal 4 al 10 agosto 2025 mentre il torneo femminile dal 28 luglio al 3 agosto. Entrambi i tornei si sono giocati sui campi in terra rossa dell' Eurosporting Cordenons di Cordenons, in Italia.

## Partecipanti singolare maschile

### Teste di serie
| Nazionalità | Giocatore                  | Ranking* | Testa di serie |
| ----------- | -------------------------- | -------- | -------------- |
| Spagna      | Carlos Taberner            | 84       | 1              |
| Serbia      | Dušan Lajović              | 145      | 2              |
| Ungheria    | Zsombor Piros              | 162      | 3              |
| Austria     | Lukas Neumayer             | 172      | 4              |
| Argentina   | Santiago Rodríguez Taverna | 185      | 5              |
| Belgio      | Kimmer Coppejans           | 194      | 6              |
| Regno Unito | Jay Clarke                 | 199      | 7              |
| Italia      | Stefano Travaglia          | 228      | 8              |

* Ranking al 28 luglio 2025.

### Altri partecipanti
I seguenti giocatori hanno ricevuto una wildcard per il tabellone principale:
- Carlo Alberto Caniato
- Gabriele Piraino
- Carlos Taberner

I seguenti giocatori sono entrati in tabellone con il ranking protetto:
- Andrew Paulson
- Cedrik-Marcel Stebe

Il seguente giocatore è entrato in tabellone nell'ambito dello Junior Accelerator Programme:
- Maxim Mrva

Il seguente giocatore è entrato in tabellone nell'ambito del Next Gen Accelerator Programme:
- Federico Bondioli

Il seguente giocatore è entrato in tabellone come alternate:
- Oleg Prihodko

I seguenti giocatori sono entrati in tabellone passando dalle qualificazioni:
- Juan Carlos Prado Ángelo
- Nicolás Kicker
- Zdeněk Kolář
- Mariano Kestelboim
- Max Alcalá Gurri
- Ryan Nijboer

I seguenti giocatori sono entrati in tabellone come lucky loser:
- Michiel de Krom
- Michael Vrbenský

## Campioni

### Singolare maschile
Dušan Lajović ha sconfitto in finale  Lukas Neumayer con il punteggio di 6–2, 7–6(3).

### Singolare femminile
Nuria Brancaccio ha sconfitto in finale  Veronika Erjavec con il punteggio di 6–2, 6–1.

### Doppio maschile
Andrew Paulson /  Michael Vrbenský hanno sconfitto in finale  Boris Arias /  Murkel Dellien con il punteggio di 6–4, 6–2.

### Doppio femminile
Liang En-shuo /  Peangtarn Plipuech hanno sconfitto in finale  Karolína Kubáňová /  Aneta Laboutková con il punteggio di 6–4, 6–2.